# Laila Catharina Clausen
Laila Catharina Clausen (født 1955 i Søborg), er en dansk kunstner.

## Filmografi
- Fra kunstens verden (1995) - Eksperimentalfilm
- Halvt vågen (1990) - Eksperimentalfilm
- A conversation in orange (1989) - Eksperimentalfilm